# Jean-Pierre Santini
Jean-Pierre Santini est un écrivain et éditeur français né à Barrettali (Haute-Corse) le 7 mars 1944.
Il est publié depuis 1967. En 2007, il a créé la maison d’édition A fior di carta. Elle compte plus de 170 publications.
Il a participé, avec l’association Corsicapolar, à un recueil de nouvelles Noirs de Corses.

## Œuvres
- Le Non-lieu, 1967.
- Front de libération nationale de la Corse : de l'ombre à la lumière, éditions L'Harmattan, 2000.
- Corse, un froid au cœur, éditions Lacour, 2001.
- Indipendenza : une Corse libre, démocratique et sociale, éditions Lacour, 2003.
- Un petit commerce de nuit (roman), 2003.
- Corsica clandestina (roman), éditions Albiana, 2004.
- Isula Blues, éditions Albiana, 2005.
- Nimu, éditions Albiana, 2006.
- Comme une aube à jamais, 2007.
- Le rêve des îles est d'oublier la mer, 2007.
- L'Exil en soi, 2008.